# Dudowa Góra
Dudowa Góra (753 m) – szczyt w Paśmie Lubania w Gorcach.
Dudowa Góra wraz z Drzyślawą tworzą grzbiet oddzielający doliny potoków Mikowiec (po zachodniej stronie) i potoku Kluszkowianka (po wschodniej stronie). Jest całkowicie porośnięta lasem i nie prowadzi nią żaden szlak turystyczny. Znajduje się w obrębie wsi Klikuszowa w województwie małopolskim, w powiecie nowotarskim.